# الکس بیرن (بازیکن فوتبال، زاده ۱۹۹۷)
الکس بیرن (انگلیسی: Alex Byrne؛ زادهٔ ۵ فوریهٔ ۱۹۹۷) بازیکن فوتبال اهل بریتانیا است.
از باشگاه‌هایی که در آن بازی کرده‌است می‌توان به باشگاه فوتبال اکستر سیتی اشاره کرد.